# Петровеньки
Петровеньки (укр. Петровеньки) — село, относится к Славяносербскому району Луганской области Украины. Под контролем самопровозглашённой Луганской Народной Республики.

## География
Село расположено на обоих берегах реки Лугани, у места впадения её правого притока, Камышевахи. Соседние населённые пункты: сёла Пахалёвка на севере, Дачное и посёлок Фрунзе на северо-западе (все три выше по течению Лугани); сёла Бердянка, Весняное на западе, Червоный Лиман, Заречное (оба выше по течению Камышевахи) на юго-западе, Хорошее (ниже по течению Лугани) на юго-востоке, Новогригоровка на востоке.

## Население
Население по переписи 2001 года составляло 704 человека.

## Общие сведения
Почтовый индекс — 93722. Телефонный код — 6473. Занимает площадь 2,421 км². Код КОАТУУ — 4424585507.

## Местный совет
93721, Луганская обл., Славяносербский р-н, с. Хорошее, ул. Октябрьская, 10.